# Matucana oreodoxa
Matucana oreodoxa là một loài thực vật có hoa trong họ Cactaceae. Loài này được (F. Ritter) Slaba mô tả khoa học đầu tiên năm 1986.

## Hình ảnh

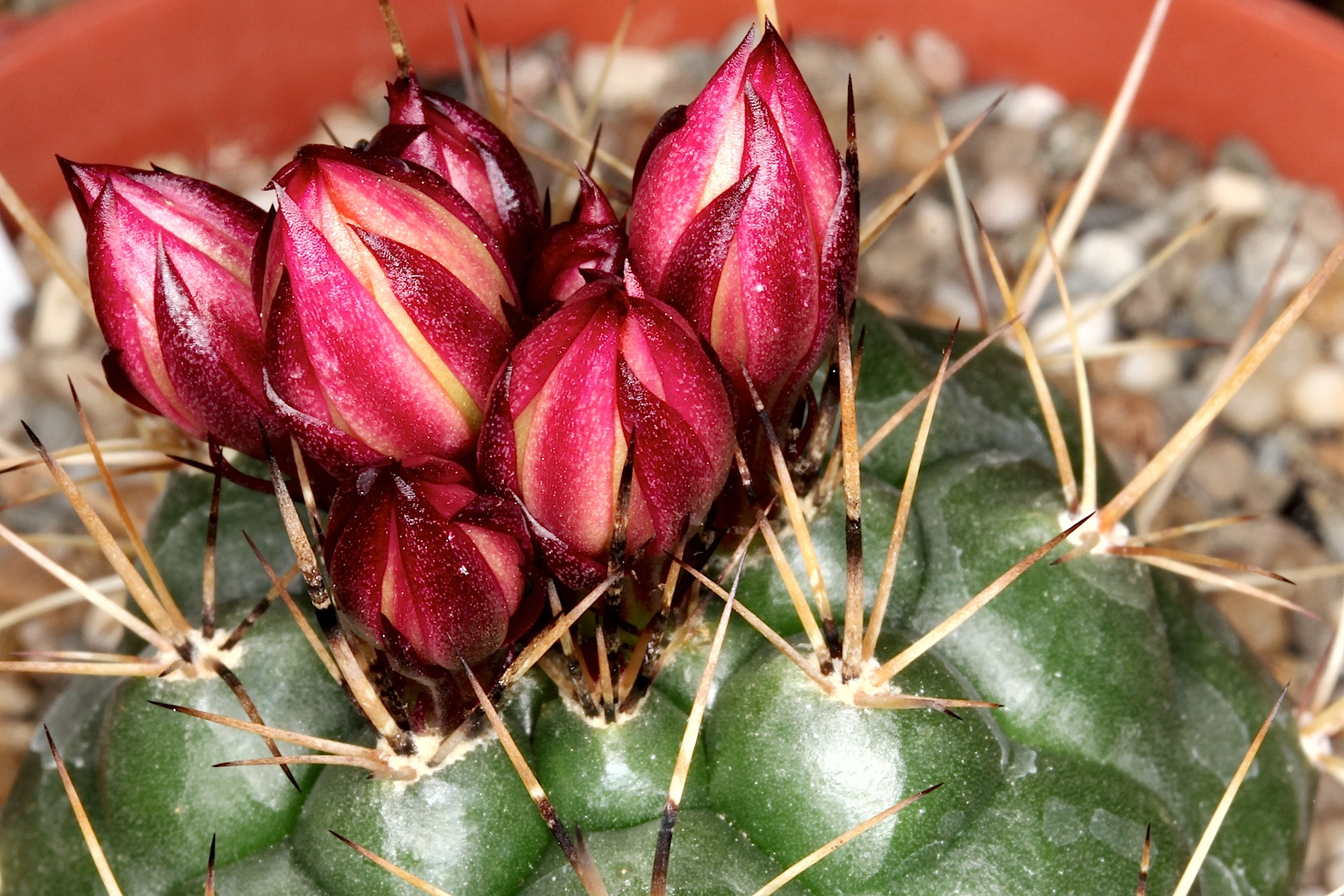